# Skotobaena mortoni
Skotobaena mortoni is een pissebed uit de familie Cirolanidae. De wetenschappelijke naam van de soort is voor het eerst geldig gepubliceerd in 1972 door Ferrara & Monod.